# Torri in Sabina
Torri in Sabina – miejscowość i gmina we Włoszech, w regionie Lacjum, w prowincji Rieti.
Według danych na rok 2004 gminę zamieszkuje 1196 osób, 46 os./km².